# Aegus chelifer chelife
Aegus chelifer chelife es una subespecie de coleóptero de la familia Lucanidae.

## Distribución geográfica
Habita en Australasia, India, Tailandia y Vietnam.